# Człowiek mafii
Człowiek mafii (ang. Heist) – amerykański thriller z 2015 roku w reżyserii Scotta Manna, wyprodukowany przez wytwórnię Lionsgate Premiere.

## Fabuła
Pracownik kasyna Luke Vaughn (Jeffrey Dean Morgan) dowiaduje się, że życie jego ciężko chorej córce może uratować jedynie droga terapia. Próbuje wszelkimi sposobami zdobyć potrzebne pieniądze. Kiedy szef Francis "The Pope" (Robert De Niro) odmawia mu pożyczki, decyduje się obrabować kasyno, w którym jest zatrudniony. Po dokładnym zaplanowaniu akcji wraz z kolegą zdobywa trzy miliony dolarów. Niestety, zaraz potem sprawy się komplikują. Uciekający mężczyźni porywają miejski autobus, a jadących nim pasażerów biorą na zakładników. Za przestępcami rusza policja, a także najlepszy człowiek Francisa. Jednocześnie kochający rodzic musi pamiętać o tym, że ma bardzo mało czasu, aby zapłacić za operację dziecka.

## Obsada
- Robert De Niro jako Francis "The Pope" Silva
- Jeffrey Dean Morgan jako Luke Vaughn
- Kate Bosworth jako Sydney Silva
- Morris Chestnut jako Derrick "The Dog" Prince
- Dave Bautista jako Jason Cox
- Gina Carano jako policjantka Krizia "Kris" Bajos
- D.B. Sweeney jako Bernie
- Mark-Paul Gosselaar jako Marconi
- Stephen Cyrus Sepher jako Julian Dante
- Tyson Sullivan jako Mickey
- Christopher Rob Bowen jako Eric
- Lydia Hull jako Pauline
- Scott Herman jako sierżant Thomas Forbes

## Odbiór

### Krytyka
Film Człowiek mafii spotkał się z negatywną reakcją krytyków. W serwisie Rotten Tomatoes 29% z dwudziestu ośmiu recenzji filmu jest pozytywne (średnia ocen wyniosła 4,53 na 10). Na portalu Metacritic średnia ocen z 11 recenzji wyniosła 37 punktów na 100.